# Столярово (Липоводолинский район)
Столярово (укр. Столярове) — село,
Панасовский сельский совет,
Липоводолинский район,
Сумская область,
Украина.
Код КОАТУУ — 5923283803. Население по переписи 2001 года составляло 251 человек.

## Географическое положение
Село Столярово находится на одном из истоков реки Липовка.
На расстоянии в 1 км расположено село Яловый Окоп, в 2-х км — село Липовка.

## Экономика
- Свинотоварная ферма.

## Объекты социальной сферы
- Школа I ст.